# گروه لجور

جرثقیل‌های تلسکوپی تولیدشده در شرکت لجور اراک

لجور نام گروه تولیدی در اراک واقع در استان مرکزی است. این شرکت در سال ۱۳۶۴ برای تعمیر و ساخت ماشین‌آلات کشاورزی توسط بخش خصوصی تأسیس شده در اواخر سال ۱۳۷۳ به عنوان تولیدکننده جرثقیل در شهر اراک به ثبت رسیده است.
تولیدات شرکت شامل ساخت جرثقیل‌های پشت کامیونی، بالابر هیدرولیکی و تریلرهای کشاورزی است. لجور تنها شرکت ایرانی است که جرثقیل سنگین تولید می‌کند.
این شرکت از سال ۱۳۹۳ کار ساخت اولین جرثقیل ۶۰ تنی خاورمیانه را آغاز کرد.
بازار فروش خارجی محصولات این شرکت شامل روسیه، رومانی، قطر، کویت، اردن، آذربایجان، امارات متحده عربی و ارمنستان می‌شود.
شرکت لجور دارای واحد تصفیه‌خانه اختصاصی است و نخستین مرکز آموزش فنی‌حرفه‌ای آزاد جوار صنعت در استان مرکزی را در خود جای داده‌است.
در حال حاضر چهار شرکت به نام‌های لجور، لجور هیدرولیک، توسن‌سازان و یورو لجور لیفت از زیرمجموعه‌های این شرکت به شمار می‌روند. لجور هیدرولیک در سال ۱۳۹۱ به عنوان یکی از واحدهای صنعتی نمونه استان مرکزی انتخاب شد.

## تاریخچه
شرکت لجور در سال ۱۳۶۴ با نام کارگاه صنعتی و خدماتی لجور برای تعمیر و ساخت ماشین آلات کشاورزی و تحقیق در خصوص ساخت بالابرهای هیدرولیکی در ۴۰ کیلومتری اراک تأسیس شد.